# Немного нервно
«Немно́го Не́рвно» — дрим-фолк, инди-рок, Dance macabre группа из Запорожья (Украина). Основана 25 декабря 2007 года автором песен и вокалисткой Екатериной Гопенко.

## История
Группа «Немного нервно» образована в конце 2007 года. Тогда встретились два первых её участника — автор песен Екатерина Гопенко и флейтист Роман Резник. Предполагалось, что коллектив даст всего одно выступление. В декабре это выступление состоялось, но группа не просто не исчезла — в неё начали вливаться новые музыканты: Евгений Гречаник (соло-гитара), Юрий Пацернюк (клавиши).
2008 год был отмечен первыми гастролями группы. Между городами музыканты путешествовали исключительно автостопом. Тогда «Немного нервно» стали участниками и победителями своих первых музыкальных фестивалей («Червона Рута», «Киевские Лавры», «Пристань менестрелей», «Срібна підкова», и т. д.). Благодаря содействию запорожского поэта Влада Клена, ребята приняли участие во многих поэтических фестивалях на территории Украины. Хедлайнеры на фестивале авторской песни памяти Александра Башлачёва «Время Колокольчиков». В этом же году группа берет в состав ударника Алексея Александрова и получает локальную музыкальную премию «Запорожье The Best».
В 2010 «Немного нервно» выпускают свой первый альбом «Координаты чудес». В него вошли уже «широко известные в узких кругах» песни — «Ключи от города», «Я выйду из тела», «Она жива», «Когда кончится война». Участники множества разнообразных фестивалей, хедлайнеры фестиваля «Ан-т-ракт». «Первое поверхностное впечатление можно сформулировать фразой „запорожский Флёр“, но „Немного нервно“ копают глубже и несколько в другом направлении. Богатые аранжировки, насыщенный инструментарий (флейта и акустические гитары наряду с традиционными для рок-бэнда инструментами), среднетемповые балладно-мадригальные песни, при создании которых ребята явно вдохновлялись как отечественным околофолк-роком (Мельница, Калинов Мост), так и зарубежными реконструкторами традиций вроде Blackmore’s Night», — такую рецензию получил дебютный альбом от Игоря Сидоренко («Киевский рок-клуб»).
2011 год ознаменован началом работы над вторым альбомом, получившим название «Не вынуждай меня», участием в фестивалях «Доброфест», «Пустые холмы», «Dimanche Rouge» и др. В июле группа стала дипломантом фестиваля им. В. Грушина. Состав претерпевает изменения, в группу приходят новые музыканты: Алеся Широбокова (клавиши), Кирилл Луценко (перкуссия), Александра Резник (скрипка), Роман (Лунаход) Емельянов (бас-гитара), Тарас (Нортон) Балыка (соло-гитара, бас-гитара).
В 2012 группа продолжает свой фестивальный послужной список: гости фестивалей «Музыка в деталях» (Москва), ShadeLynx Fest (Москва), «Белый Шум» (Карелия), «Зиланткон» (Казань), «Быть добру» (Калуга). В этом же году происходит релиз сингла «Жена смотрителя маяка» и альбома «Не вынуждай меня». Группа принимает участие в трибьют-проекте «Re:Аквариум», посвященному 40-летию группы «Аквариум» и записывает песню «Когда пройдет боль».
В 2013 году в состав приходит Ольга Гостева (скрипка). «Немного нервно» приступают к записи первой части музыкальной тетралогии «Сны о Земле». В этом же году, помимо традиционного участия в фестивалях, ребята отправляются в большой концертный тур по Сибири, Уралу и Поволжью. Коллектив впервые становится участником прямых эфиров крупных радиостанций — радио «Маяк» и «Нашего Радио».
В 2014 году «Немного нервно» издали песню «Поцелуй меня, я — ирландец». Мужской вокал в треке записал Владимир Кристовский (Uma2rman). Песня вышла в ротацию на «Нашем Радио» и в феврале 2015 вошла в «Чартову дюжину». В этом же году коллектив впервые столкнулся с миром кино — группа записала альтернативные саундтреки к мультфильму «Тайна Сухаревой Башни» (песня «Истинное волшебство») и к фильму «Вий 3D» (песня «Тяжко менi»). Выходит вторая глава тетралогии «Сны о Земле». Музыку «Немного нервно» можно услышать в качестве саундтреков к буктрейлерам книг Г. Л. Олди.
В апреле 2015 группа издает самую «тяжелую» свою пластинку — альбом «Необитаемый» и активно гастролирует по Украине, Беларуси, центральной России, Сибири, Уралу, Казахстану. А в ноябре этого года Екатерина Гопенко впервые дает концерт в Великобритании. В декабре группа играет аншлаговый концерт в петербургском лютеранском соборе XVIII века Анненкирхе.
Владимир Импалер («Inrock») об альбоме «Необитаемый»: «Это стоящая, небанальная музыка со своим лицом, с уже немалым набором концертных хитов (таких, как „Жена смотрителя маяка“). У группы интересный звук — наряду с клавишными, гитарой, басом и ударными слышны флейта, труба, скрипка и металлофон. Слушая этот альбом, понимаешь, что русский рок — не для Екатерины Гопенко. Видимо, в авторской песне ей тоже тесновато. Остается либо очередная „квазимельница“, некий расплывчатый фэнтэзи-рок-формат с фолк-интонациями и инструментарием, либо „актерская песня“, утонченно-салонная музыка, где девушка у микрофона уже не разрывает душу, рассказывая о личном, а разыгрывает некие красивые образы, обращаясь ко всем сразу и ни к кому в отдельности. Думаю, талант пробьет дорогу, невзирая на стили.»
В 2016 солистка группы продолжает свои Британские выступления — даёт концерты в Лондоне, Глазго, Эдинбурге, Абердине. В июле она становится участницей фестиваля «Solstice Kupalo» (Лондон, Англия), а в августе — крупнейшего в мире фестиваля уличных искусств «Эдинбургский Фриндж» (Шотландия). Тогда же она выступает на радио BBC International с песней «Жена смотрителя маяка». Выпущен сборник «День Габриэля». Выходит третья глава тетралогии «Сны о Земле». Группа продолжает черед концертов в необычных местах, сыграв концерт на ледоколе «Красин».
В феврале 2017 года группа совершает свои первые гастроли по Израилю — в рамках дружеских встреч дает 6 концертов в Тель-Авиве, Иерусалиме и Хайфе. В апреле Екатерина дает сольный концерт на Кипре — в городе Лимасол. В июне группа принимает участие в фестивале «Времена и Эпохи». В августе выходит книга писателя-фантаста Никиты Аверина «Невский Дозор», в которой используются стихи «Немного нервно». В сентябре о группе пишут в газете Metro как о финалистах фестиваля Metro On Stage, группа принимает участие в фестивалях «PROдвижение», «Добрая Москва», играет на одной из главных музыкальных сцен в честь 870-летия Москвы. В октябре выходит новая пластинка группы, которая завершает музыкальную арт-тетралогию «Сны о Земле» — «Сны о Земле. Глава IV». В декабре группа рядом аншлаговых концертов отмечает десятилетие коллектива.
Январь 2018 года ознаменован выходом сингла «Atlantica», на котором группа впервые зазвучала на английском языке — 75 % материала представлено англоязычными композициями. Мастеринг происходил на всемирно известной лондонской студии Abbey Road. Сингл посвящается Дэвиду Боуи. «Немного нервно» побеждают в конкурсе «Новые имена» и их клипы теперь можно увидеть в эфире Наше ТВ. На лето-осень приходится запись кавер-версий песен «Seemann» (Rammstein cover) и «Я хочу быть с тобой» (Nautilus Pompilius cover), группа снимает клипы на эти песни. Осенью группа отправляется в тур, впервые презентуя публике новую форму концерта — музыкальный моноспектакль — «Все Сны о Земле». Выход видеоверсии спектакля запланирован на весну 2019. Группа успешно проходит огромный конкурс на участие в проекте «Музыка в метро». Екатерина как автор всего материала «Немного нервно» участвует в качестве жюри в международном фестивале «Всемирный День поэзии».
В апреле 2019 «Немного нервно» представляют зрителям программу «Все сны о Земле» в последний раз. Музыкальный спектакль получает положительные отзывы критиков: «жанр, который перезагружает геометрию внутреннего космоса», «Весь спектакль — это виртуальные игры разума, баланс между фантазией и реальностью выдержан виртуозно», «В средние века Екатерину с её лунными прядями сожгли бы на костре, потому что она вся — о свободе. Свободе выбора реальности», «Екатерина стояла наперевес с гитарой, словно с оружием массового возрождения». В июле Екатерина как лидер группы участвует в благотворительном фестивале — в пользу подопечных фонда «Подари жизнь».
Две работы группы (песня «Нет ничего, кроме любви» и моноспектакль «Все сны о Земле») становятся номинантами на премию в общероссийском конкурсе за доброту в искусстве «На Благо Мира».
20 августа группа выпускает свою одиннадцатую пластинку под названием «Светлей». «В альбоме есть две морали — „Нет ничего, кроме любви“ и „Всё, что нас не убивает — делает нас светлей“» — пишет об альбоме информационное агентство Regnum. «Необычное звучание на грани истерики и катарсиса, предельно откровенные стихи, отсутствие переизбытка снобизма и звёздных вывертов, столь свойственных всем сектантам — я думаю, в принципе найдётся не так много причин не полюбить и не принять этот альбом», — пишет в рецензии Алексей Иринеев — заместитель главного редактора журнала «Rockcor».

## Дискография

### Альбомы
- 2010 — «Координаты Чудес»
- 2012 — «Не Вынуждай Меня»[85]
- 2013 — «Сны о Земле. Глава I. СОН КОЛОКОЛЬЧИКА ЗА МИГ ДО ПАДЕНИЯ В СНЕЖНУЮ ГРИВУ ТОГО, КТО ПРИНОСИТ УТРО Архивная копия от 1 октября 2017 на Wayback Machine»
- 2014 — «Сны о Земле. Глава II. СОН БЕЛОЙ ЯБЛОНИ О БЕСПЕЧНОМ ДРЕВЕСНОМ ДУХЕ, ПРИШЕДШЕМ НА ВОДОПОЙ (недоступная ссылка)»
- 2015 — «Необитаемый Архивная копия от 1 октября 2017 на Wayback Machine»
- 2016 — «Сны о Земле. Глава III. СОН ОКЕАНА О ТЕХ, КТО ПРИХОДИТ СО ЗВЕЗД, ЧТОБЫ ПЕРЕДАТЬ БЕРЕГАМ ИМЯ СВОЕЙ БЕЗМЯТЕЖНОСТИ Архивная копия от 1 октября 2017 на Wayback Machine»
- 2017 — «Сны о Земле. Глава IV. СОН ДРЕВНИХ ХОЛМОВ О ХРАБРОМ ПЕРНАТОМ ВЕТРЕ, ТАНЦУЮЩЕМ НАД ЗЕМЛЯМИ ПАСТУШЬЕЙ ТИШИНЫ» Архивная копия от 19 октября 2017 на Wayback Machine
- 2019 — «Светлей» Архивная копия от 27 августа 2019 на Wayback Machine
- 2021 — «Дети из Внутренних Комнат»

### Мини-альбомы
- 2024 — «Мы устали от плохих новостей»
- 2025 — «Гравитация. Часть 1. Грёзы о высоте»

### Синглы
- 2012 — «Жена Смотрителя Маяка Архивная копия от 1 марта 2018 на Wayback Machine»
- 2018 — «Atlantica Архивная копия от 12 января 2018 на Wayback Machine»

### Сборники
- 2016 — «День Габриэля Архивная копия от 1 октября 2017 на Wayback Machine»

## Видеография
- «Истинное волшебство Архивная копия от 8 декабря 2018 на Wayback Machine» (2014, alternative ST «Тайна Сухаревой Башни»).
- «Тяжко менi Архивная копия от 9 декабря 2014 на Wayback Machine» (2014, alternative ST «Вий 3D»).
- «Остролист Архивная копия от 15 октября 2016 на Wayback Machine» (2014, live).
- «Дело идет к декабрю Архивная копия от 21 ноября 2020 на Wayback Machine» (2015, live).
- «Быстрее Пуль Архивная копия от 12 января 2020 на Wayback Machine» (2015, live).
- «Ричард Архивная копия от 15 октября 2016 на Wayback Machine» (2016).
- «Cradle Song Архивная копия от 23 марта 2020 на Wayback Machine» (2018).
- «Нет ничего, кроме любви Архивная копия от 22 ноября 2020 на Wayback Machine» (2018).
- «Изнанка Архивная копия от 17 августа 2019 на Wayback Machine» (2018).
- «Я хочу быть с тобой Архивная копия от 19 января 2020 на Wayback Machine» (2018, Nautilus Pompilius cover).
- «Seemann Архивная копия от 7 января 2019 на Wayback Machine» (2018, Rammstein cover).
- «Atlantica Архивная копия от 22 января 2021 на Wayback Machine» (2019).
- «Светлей Архивная копия от 14 января 2020 на Wayback Machine» (2019).
- «Веретено Архивная копия от 4 ноября 2020 на Wayback Machine» (2020).
- «Любить мудаков» (2021).
- «Разреши мне касаться» (2022)

## Участники группы
«Состав „Немного Нервно“ — это бесконечное число человек. Люди из „Немного Нервно“ не уходят. Это как мафия: к нам можно прийти, но невозможно уйти. Даже бывшие музыканты остаются нашими музыкантами.» (Екатерина Гопенко)

### Основной состав
- Екатерина Гопенко — вокал, гитара, гусли, автор песен
- Алеся Широбокова — клавишные, бэк-вокал
- Роман Резник — флейты, металлофон, синтез, перкуссия
- Алексей Александров — ударные
- Тарас «Нортон» Балыка — бас-гитара
- Ольга Гостева — скрипка

### Сессионные музыканты
- Евгений Гречаник[88] — гитары, tzouraz
- Юрий Пацернюк[89] — клавиши
- Кирилл Луценко[89] — перкуссия
- Александр Птицын — перкуссия
- Александра Резник[90] — скрипка
- Александр (Чеширский) Чикуров[91] — вокал
- Роман (Луноход) Емельянов[90] — бас-гитара
- Ольга (Хэлек) Васянина[92] — арфа
- Мария Акимова[93] — перкуссия
- Дмитрий Гуляков[88] — 12-струнная гитара
- Claude D. — бас-гитара
- Алан Матыс — труба, корнет
- Michal Jesionowski[54] — клавиши
- Sergio Bueno Vazquez[54] — гитара
- Алексей Орлов[94] — виолончель
- Михаил Гардин[93] — аккордеон
- Евгений Бухаринов[95] — гитара
- Андрей Павлов — бас-гитара
- Андрей Гусак — перкуссия
- Петр Яромчик — бас-гитара
- Денис Шкварченко — бас-гитара, соло-гитара
- Феликс Хрусталев — перкуссия
- Владимир Кондратенко[95] — соло-гитара
- Денис (BarabanZa) Васильев — перкуссия

## Оценки
«Дрим-фолк — это нарочитое создание атмосферы волшебства. Это даже больше музыкальный театр, чем просто музыка.» (Екатерина Гопенко)
«Группа играет в стиле дрим-фолк и, как рассказали девушки, этот жанр они придумали сами. Для себя же „Немного Нервно“ определяют это направление как сказку, которая создается на их концертах.»
«Мы выбрали для себя такое определение, как дрим-фолк. На тот момент в мире было всего три группы такого жанра. Почему такое направление? Все просто, „дрим“ с английского переводится как „мечта, сон“, а „фолк“ — „народный“. Мы пытаемся сочетать этническое звучание музыки с замысловатыми текстами песен. Я называю наше творчество эскапизмом — это побег от реальности в какой-то мистический, волшебный мир.» (Екатерина Гопенко)
«Мне хочется верить, что наша музыка — вне времени. У неё есть сверхзадача: это музыка о хрупкости и красоте происходящего. Красота ценна тем, что она умрет. Искусственные цветы стоят долго, живут вечно, они надоедают. Цветок, который сорван, который умирает, он более прекрасен в своей смертности. Острота момента происходящего сейчас, осознание краткости красоты и конечности этой красоты — я надеюсь, что все это есть в нашей музыке и она об этом.» (Екатерина Гопенко)

## Интересные факты
- В ответ на вопросы журналистов о том, как появилось название группы, Екатерина Гопенко, как правило, сочиняет новую историю[100].
- В ранние годы (2007—2009) у группы практически не было средств на передвижение между городами тура, поэтому несколько лет музыканты путешествовали автостопом.
- В некоторых песнях «Немного нервно» есть прямые или косвенные отсылки к произведениям любимых писателей Екатерины Гопенко, а также историческим событиям, произведениям искусства, биографиям и историям из жизни исторических или вымышленных личностей:
  - Песня «Власти твоей нет надо мной» (альбом «Сны о Земле. Глава III Архивная копия от 1 октября 2017 на Wayback Machine») — отсылка к «Властелину колец» Дж. Р. Р. Толкина
  - «Над Ирландией шел снег» (альбом «Сны о Земле. Глава I Архивная копия от 1 октября 2017 на Wayback Machine») — отсылка к «Улисс» Дж. Джойса
  - «Габриэль» (сборник «День Габриэля Архивная копия от 1 октября 2017 на Wayback Machine») — отсылка к «Призракам Ойкумены» Г. Л. Олди
  - «Дело идет к декабрю» (альбом «Сны о Земле. Глава IV Архивная копия от 19 октября 2017 на Wayback Machine»） — отсылка к фантастическому миру сериала «Доктор Кто»
  - «Ритуал» (альбом «Сны о Земле. Глава IV Архивная копия от 19 октября 2017 на Wayback Machine»） — отсылка к книге «Ритуал» М. и С. Дяченко
  - Песня «Петь блюз» написана по мотивам биографии Дженис Джоплин
  - «Ты и твои женщины» (альбом «Не Вынуждай Меня Архивная копия от 27 октября 2017 на Wayback Machine») написана по мотивам биографии Янки Дягилевой и её отношений с А. Башлачёвым
  - «Атомная Леда» (альбом «Не Вынуждай Меня Архивная копия от 27 октября 2017 на Wayback Machine») — отсылка к одноименной картине Сальвадора Дали
  - «Табак» — отсылка к фильму «Мертвец» Джима Джармуша
  - «Так далеко — так близко» — отсылка к одноименному фильму Вима Вендерса
  - «Иллюзионы» — отсылка к песне «Alabama song» группы «The Doors»
  - «Просто дети» — отсылка к одноимённой книге Патти Смит
  - «Тяжко менi» (сборник «День Габриэля Архивная копия от 1 октября 2017 на Wayback Machine») — песня по мотивам повести Н. Гоголя «Вий»
  - «Цветы зла» — отсылка к одноименному сборнику поэта Шарля Бодлера
  - «Эхо шагов по воде» (альбом «Необитаемый Архивная копия от 1 октября 2017 на Wayback Machine») — отсылка к рассказу С. Лукьяненко «Атомный сон»
  - «Ричард» (альбом «Сны о Земле. Глава III Архивная копия от 1 октября 2017 на Wayback Machine») — отсылка к биографии Алиеноры Аквитанской
  - «Santa Maria» (альбом «Сны о Земле. Глава IV Архивная копия от 19 октября 2017 на Wayback Machine») — отсылка к истории экспедиций Колумба к Новому Свету
  - «Жанна» (альбом «Сны о Земле. Глава IV Архивная копия от 19 октября 2017 на Wayback Machine») — отсылка к биографии Жанны д’Арк
  - «Плаха» (альбом «Координаты Чудес») — посвящение автору-исполнителю Вене Д’ркину
  - «Звонок» (альбом «Сны о Земле. Глава I Архивная копия от 1 октября 2017 на Wayback Machine») — посвящение поэту Владу Клену[101]
- В книге «Метро 2033. Крым 3. Пепел империй» Никиты Аверина встречается образ группы как странствующего балагана, а также используются цитаты из песен «Немного нервно».
- Мастеринг сингла «Atlantica» происходил на студии Abbey Road — студии, где были записаны альбомы The Beatles, Pink Floyd и др. Сингл посвящен Дэвиду Боуи.

### Интервью
- Екатерина Гопенко: видео-интервью на радио «Русский Бит» в Лондоне www.rrbRadio.uk // RRB Media (март 2016), Олег Хилл
- Екатерина Гопенко: аудио-интервью в программе «Global Beats» // BBC World Service (сентябрь, 2016)
- «Немного Нервная» музыка Екатерины Гопенко Архивная копия от 18 марта 2017 на Wayback Machine // Известия (сентябрь 2011), Дарья Андреева
- Фантастика, флейта и «Немного Нервно» Архивная копия от 11 декабря 2017 на Wayback Machine // Мир Фантастики (№ 130, февраль 2014), Николай Караев
- Екатерина Гопенко: о волшебстве и независимости Архивная копия от 12 июля 2014 на Wayback Machine // Сиб.фм (февраль 2014), Мария Морсина
- Интервью с группой Немного Нервно Архивная копия от 10 ноября 2016 на Wayback Machine // ГБР (2014), Катерина Усачева
- Екатерина Гопенко: «Цените то, что у вас есть» Архивная копия от 14 апреля 2017 на Wayback Machine // ICON (январь 2016)
- Группа «Немного Нервно» представила в Воронеже альбом о смутных временах Архивная копия от 16 марта 2018 на Wayback Machine // АИФ-Черноземье (март 2016)
- Екатерина Гопенко: «Зло можно победить только любовью» Архивная копия от 11 сентября 2017 на Wayback Machine // Rock Me Page (май 2016), Анастасия Стретович
- Екатерина Гопенко: «Люди часто плачут на наших концертах» Архивная копия от 2 октября 2017 на Wayback Machine // vgorode (сентябрь 2016), Екатерина Шипунова
- Екатерина Гопенко: «Стараюсь каждый день находить чудеса…» // Петербургский Музыкант, № 11(144) — стр.8 (ноябрь, 2016), Татьяна Яценко
- Екатерина Гопенко: «Больше всего песен я написала, пока чистила зубы» Архивная копия от 8 мая 2017 на Wayback Machine // Musecube (май, 2017), Марина Константинова
- Екатерина Гопенко: «Невозможно ссориться из-за денег или не вымытой посуды, когда твоя работа — волшебство!» Архивная копия от 24 ноября 2018 на Wayback Machine // Rock Me Page (ноябрь, 2018), Варвара Васильева
- Екатерина Гопенко: интервью для интернет-журнала «Краски Вдохновения» // Краски Вдохновения (декабрь, 2018), Helen Christopher

## Блоги
- Екатерина Гопенко — персонаж Архивная копия от 29 мая 2019 на Wayback Machine
- Инстаграм Екатерины Гопенко и группы Немного Нервно

## Фотографии
|  |  |  |  |  |

|  |  |  |  |  |

|  |  |  |  |  |